# Morinobu Endō
Morinobu Endō (jap. 遠藤 守信 Endō Morinobu; ur. 28 września 1946 w Suzaka, prefektura Nagano) – japoński chemik, profesor Uniwersytetu Shinshū (Shinshū Daigaku) w prefekturze Nagano. W 1976 r. opisał wraz z Agnes Oberlin i Tsuneo Koyamą metodę syntezy nanowłókien węglowych.
Studiował elektrotechnikę na Uniwersytecie Shinshū. Stopień doktora uzyskał na Nagoya University i Uniwersytecie Orleańskim. 
Od 1972 r. pracował na Uniwersytecie Shinshū, najpierw jako adiunkt, a następnie od 1977 r. jako wykładowca. W 1978 r. objął stanowisko profesora nadzwyczajnego, a w 1990 r. – profesora zwyczajnego tego uniwersytetu. 
Od kwietnia 1993 r. do marca 1994 r. był szefem Cooperative Research Center na Uniwersytecie Shinshū. Od stycznia 2004 r. jest przewodniczącym Japan Carbon Society, a od kwietnia 2005 r. także Institute of Carbon Science & Technology Uniwersytetu Shinshū.
Jest autorem lub współautorem 19 książek i ponad 200 publikacji w recenzowanych czasopismach naukowych.